# Jim Anderton’s Progressive
Jim Anderton's Progressive war eine im linken politischen Spektrum angesiedelte Partei in Neuseeland. Sie wurde 2002 als New Zealand Progressive Party von Jim Anderton, einem früheren Labour-Politiker und Vizepremierminister unter der Regierung von Helen Clark, gegründet und 2005 nach seinem Gründer umbenannt. Die Partei war über Anderton mit der Labour Party liiert. 2012 wurde die Partei aufgelöst.

## Geschichte
Die Jim Anderton's Progressive war, wie der Name schon ausdrückt, eng mit der Person Jim Anderton verbunden. Anderton war bis 1989 in der Labour Party, für die er seit 1984 im House of Representatives saß. Er verließ, verärgert über die marktliberale Politik der Labour-Regierung unter David Lange und seinem Finanzminister Roger Douglas, 1989 die Partei und gründete zuerst New Labour. 1996 brachte er New Labour in die 1991 gegründeten Alliance mit ein, die in der Wahl in dem Jahr 13 Parlamentssitze errang. Er hatte bis 2002, dem Jahr der Spaltung von Alliance, den Parteivorsitz inne. Die Spaltung erfolgte wegen Differenzen über die Nähe zu Labour, wobei speziell Anderton in der Kritik stand zu eng mit Labour verbunden zu sein.
Jim Anderton verließ folglich mit einigen Unterstützern die Alliance und gründete 2002 mit seinen Anhängern die New Zealand Progressive Party. Zu den Parlamentswahlen am 27. Juli 2002 ging Anderton mit der NZ Democratic Party eine Koalition ein. Sie traten als Progressive Coalition zu den Wahlen an und erreichten mit 1,7 % ein Direktmandat und ein Listenmandat. Die Parteienverbindung, die eine Regierungskoalition mit Labour einging, hielt bis zum 15. April 2004. Danach führte Anderton die Koalition mit Labour über seine eigene Partei weiter, die dann laut Parteisatzung nur noch Progressive Party oder in der Kurzform Progressive nannte. Die Koalition mit Labour hielt über die Wahl 2005 hin bis zum Verlust der Regierungsmacht für Labour in 2008. Anderton verspürte keine Lust mit der National Party über eine Regierungsbeteiligung oder Unterstützung nachzudenken und ging mit seinem Direktmandat wie Labour in die Opposition. Den Namen Jim Anderton's Progressive gab er seiner Partei vor der Parlamentswahl im Jahr 2005.
Anderton hielt am 4. Oktober 2011 im Parlament seine Abschiedsrede und trat für die Parlamentswahl am 26. November 2011 nicht mehr an. Auch gab er seinen Parteivorsitz innerhalb seiner Partei offiziell am 26. November 2011 auf und ließ die Partei am 9. März 2012 von der Electoral Commission New Zealand deregistrieren. Die Webseite der Partei bestand noch bis mindestens zum 6. April 2013 fort, auf der Anderton sich bei seinen Unterstützern bedankte.

## Parlamentswahlen
| General Election | Stimmen- anteil | Direkt- mandate | Mandate über Liste | Sitze insgesamt |
| ---------------- | --------------- | --------------- | ------------------ | --------------- |
| 2002             | 1,7 %           | 1               | 1                  | 2               |
| 2005             | 1,2 %           | 1               | 0                  | 1               |
| 2008             | 0,91 %          | 1               | 0                  | 1               |

Quellen: Election New Zealand